# یوتاکا آزوما
یوتاکا آزوما (انگلیسی: Yutaka Azuma؛ زادهٔ ۲۱ سپتامبر ۱۹۶۷) بازیکن فوتبال اهل ژاپن است.
از باشگاه‌هایی که در آن بازی کرده‌است می‌توان به باشگاه فوتبال ناگویا گرامپوس اشاره کرد.